# São Bento do Norte
São Bento do Norte, município no estado do Rio Grande do Norte (Brasil), localizado na microrregião de João Câmara. De acordo com censo do  IBGE (Instituto Brasileiro de Geografia e Estatística), no ano 2022 sua população era em 3.304 habitantes. Área territorial de 289 km².